# Lào Cai (provincie)
Lào Cai is een provincie van Vietnam.
Lào Cai telt 594.637 inwoners op een oppervlakte van 8050 km².

## Districten
Lào Cai onderverdeeld in een stad (Lào Cai) en acht districten:
- Bắc Hà
- Bảo Thắng
- Bảo Yên
- Bát Xát
- Mường Khương
- Sa Pa
- Si Ma Cai
- Văn Bàn